# Деян Иванов (политик)
Деян Иванов Иванов е български политик и инженер от ГЕРБ, кмет на Белослав (от 2015 г.).

## Биография
Деян Иванов е роден на 27 ноември 1978 г. След завършване на средното си образование е приет в Техническия университет във Варна, където учи технология и управление на транспорта и придобива професионална квалификация „Инженер по транспорта“. През 2006 г. придобива магистърска степен по експлоатация на флота и пристанищата. След това записва специалност „Геодезия“ в Шуменския университет.
Четири години е бил главен специалист в община Белослав – отдел „Архитектура и благоустройство“, като се е занимавал с изготвяне на задания, проектиране и представяне на проекти. Бил е търговски представител в отдел „Обществени поръчки“ в частна фирма, а след това пет години оглавява дирекция „Общинска собственост, архитектура и благоустройство“ в община Белослав. От 2012 до 2015 г. работи като директор на дирекция „Инфраструктура и инвестиционна политика“ в общинската администрация на община Аврен.

### Политическа дейност
На местните избори през 2015 г. е кандидат за кмет на община Белослав, издигнат от ГЕРБ. На проведения първи тур получава 2131 гласа (или 43,73%) и се явява на балотаж с кандидата на МК „Европейски път за община Белослав“ – Галина Тодорова, която получава 995 гласа (или 20,42%). Избран е на втори тур с 2881 гласа (или 72,24%).
На местните избори през 2019 г. е кандидат за кмет на община Белослав, издигнат от ГЕРБ. Избран е на първи тур с 2447 гласа (или 59,55%).
Втори остава Росен Гацин  с 825 гласа ( или 20.08%)
На местните избори през 2023 г. е кандидат за кмет на община Белослав за трети мандат.
Издигнат от ГЕРБ. 
Избран е на  първи тур с 2631 гласа ( или 74,53%)
Втори остава Кирил Иванов от партия Възраждане с 606 гласа ( или 17.17%)